# Wolni Ciut Ludzie
Wolni Ciut Ludzie (ang. The Wee Free Men) – humorystyczna powieść fantasy Terry’ego Pratchetta, wydana w 2003 r. Polskie wydanie ukazało się w styczniu 2005, w tłumaczeniu Doroty Malinowskiej-Grupińskiej (jako Wolni Ciutludzie), z pominięciem oryginalnej chronologii cyklu (po Wiedźmikołaju zamiast po Straży nocnej). W listopadzie 2010 ukazało się nowe wydanie powieści, w tłumaczeniu Piotra W. Cholewy. Jest to trzydziesta część cyklu Świat Dysku i druga książka z tej serii skierowana do młodszych czytelników.
Powieść ta jest pierwszą częścią podcyklu o Tiffany Obolałej (w oryginale: Tiffany Aching, w tłumaczeniu Doroty Malinowskiej-Grupińskiej: Akwila Dokuczliwa), małej czarownicy, która próbuje uratować swojego brata Wentwortha ze szponów Królowej (nie wolno wyjawić jej imienia, gdyż zjawia się ona jak na zawołanie, a tego byś nie chciał).